# Бразильский орех
Бертоле́тия, или бертоле́ция (лат. Bertholletia) — монотипный род южноамериканских растений семейства Лецитисовые. Единственный вид — Бертолетия высокая (лат. Bertholletia excelsa), более известная под названиями Бразильский орех, Южно-Американский орех и Американский орех (под этими же двумя названиями известны и плоды растения). Иногда выделяют второй вид — Bertholletia nobilis Miers (1874), однако такое мнение разделяется не всеми.
Бертолетия высокая распространена в Гайане, Венесуэле, Бразилии, восточной Колумбии, восточном Перу и восточной Боливии. Также одиночные деревья рассеяны на отмелях Амазонки, Риу-Негру и Ориноко. Бертолетию в небольшом количестве выращивают и как культурное растение, однако производительность плантаций по сравнению с дикими деревьями невысока.
Род был назван в честь французского химика Клода Луи Бертолле (1748—1822).

## Дерево
Бразильский орех — одно из самых крупных деревьев влажных тропических лесов Амазонии. Оно достигает 30-45 м в высоту, диаметр ствола — 1—2 м. Бразильский орех живёт до 500 лет или больше, и, по утверждениям некоторых специалистов, его возраст часто достигает тысячу лет. Ствол прямой и стройный и обычно не дает боковых ветвей до ¾ высоты дерева, затем ветвится и дает неожиданно большую правильную шарообразную крону из длинных ветвей, находящихся выше купола других окружающих деревьев. Кора сероватая и гладкая. Листья, опадающие в засушливый сезон, изменённые, простые, цельные или зубчатые, удлинённые, длиной 20—35 см и 10—15 см шириной. Цветки небольшие, зеленовато-белые, в метёлке до 5—10 см длиной; у каждого цветка опадающие чашечки из двух частей, 6 неодинаковых кремового оттенка лепестков и многочисленные тычинки, объединённые в широкую, капюшонообразную массу.

## Размножение
Бразильский орех плодоносит исключительно в девственных лесах. В затронутых человеком местах проявляется нехватка шмелей (род Bombus) и других крупных пчёл родов Centris, Epicharis, Eulaema и Xylocopa, единственных опылителей этого дерева. Бразильские орехи выращиваются на плантациях, но в настоящее время их производительность низка и они экономически невыгодны.
Нектар цветков бразильского ореха очень сладкий. Цветки могут опыляться только достаточно сильными насекомыми с длинными хоботками, что позволяет опуститься в сплетённый капюшоном цветок и преодолеть его сложные изгибы. Орхидеи источают аромат, привлекающий маленьких мужских особей орхидейных пчёл с длинными хоботками (Euglossa spp), которые в свою очередь запахом привлекают женских особей. Крупные женские особи орхидейных пчёл опыляют деревья бразильского ореха. Без орхидей не было бы такого «сотрудничества», и потому нехватка пчёл будет означать, что цветки не опылятся.
Если есть и орхидеи, и пчёлы, то после опыления цветков плоды созревают через 14 месяцев. Плод представляет собой большую коробочку 10—15 см диаметром, похожую по размеру на внутренний плод кокоса и весом до 2 кг. Оболочка жёсткая, древовидная, толщиной 8—12 мм и содержит внутри от 8 до 24 треугольных зёрен длиной 4—5 см («бразильский орех»), заполнением напоминающие дольки апельсина; это не настоящий орех в ботаническом смысле.
С одной стороны ореха есть небольшое отверстие. Крупные грызуны, такие как агути, используют его чтобы добираться до мякоти плода. Животные выедают орехи изнутри, а часть зарывают в землю про запас; некоторые из этих плодов прорастают и дают всходы новых деревьев бразильского ореха. Большинство семян «высаживаются» агути в затенённых местах, и молодые всходы могут годами находиться в состоянии спячки.
Орехи служат пищей и другим обитателям леса. Обезьяны капуцины умеют вскрывать бразильские орехи при помощи камней.
- Свежесрезанный плод бразильского ореха
- Зёрна бразильского ореха
- Бразильский орех заключает в своей кожуре зерно
- Рисунок бразильского ореха в приложении к журналу Scientific American, № 598, 18 июня, 1887

## Терминология
Несмотря на его название, наиболее крупный экспортёр бразильских орехов не Бразилия, а Боливия, где они называются almendras. В Бразилии эти орехи называются castanhas-do-Pará (каштан из Пара), но акреанцы вместо этого называют их castanhas-do-Acre (каштаны из Акри).
Кремовый орех — это одно из нескольких исторических названий бразильского ореха, используемое в Америке.
Несмотря на то, что кулинарами и простыми потребителями он классифицируется как орех, ботаники относят его к зёрнам, а не орехам, потому что в орехах оболочка разделяется на половинки, а мякоть отделена от оболочки.

## Сбор орехов
В ежегодном сборе бразильских орехов доля Боливии оценивается в 50 %, Бразилии в 40 % и Перу в 10 %. В 1980 году годовой сбор был около 40 000 тонн только в одной Бразилии, а в 1970 году Бразилия сообщила о сборе 104 487 тонн орехов.
| Мировое производство бразильских орехов по годам (тонн) | Мировое производство бразильских орехов по годам (тонн) |
| ------------------------------------------------------- | ------------------------------------------------------- |
| 1965                                                    | 51 528                                                  |
| 1970                                                    | 117 667                                                 |
| 1975                                                    | 67 903                                                  |
| 1980                                                    | 53 943                                                  |
| 1985                                                    | 63 450                                                  |
| 1990                                                    | 75 768                                                  |
| 1995                                                    | 64 368                                                  |
| 2000                                                    | 76 207                                                  |
| 2005                                                    | 82 030                                                  |
| 2006                                                    | 79 429                                                  |
| 2007                                                    | 83 398                                                  |
| 2008                                                    | 85 588                                                  |
| 2009                                                    | 77 088                                                  |

### Эффект от урожая
Бразильские орехи для международной торговли собирают исключительно с дикорастущих деревьев, а не с плантаций. Таким образом осуществляется продвижение модели получения дохода от тропических и субтропических лесов без их уничтожения. Орехи собираются рабочими-мигрантами, называемыми castanheiros.
Анализ возрастов дерева в областях, где собирается урожай, показывает, что при умеренном и интенсивном урожае собирается настолько много орехов, что их не хватает для размножения и замены старых умерших деревьев. На участках с лёгкой урожайной активностью много молодых деревьев, в то время как на участках с интенсивным сбором урожая их крайне мало.
| Производство бразильских орехов (тонн)            | Производство бразильских орехов (тонн) | Производство бразильских орехов (тонн) | Производство бразильских орехов (тонн) | Производство бразильских орехов (тонн) |
| Страна                                            | 1985                                   | 1995                                   | 2005                                   | 2009                                   |
| ------------------------------------------------- | -------------------------------------- | -------------------------------------- | -------------------------------------- | -------------------------------------- |
| Боливия                                           | 12 000                                 | 15 400                                 | 43 259                                 | 39 080                                 |
| Бразилия                                          | 45 020                                 | 40 216                                 | 30 000                                 | 28 244                                 |
| Кот-д’Ивуар                                       | 5 000                                  | 7 090                                  | 8 497                                  | 9 464                                  |
| Перу                                              | 1 430                                  | 1 662                                  | 274                                    | 300                                    |
| Источник: Продовольственная и с/х организация ООН |                                        |                                        |                                        |                                        |

Проведённые статистические тесты позволили определить, какие экологические факторы больше всего влияют на нехватку молодых деревьев. Наибольшее влияние показал уровень активности сбора урожая на отдельном участке. Предсказанный компьютерной моделью размер деревьев, где люди выбрали все орехи, соответствовал реальным данным о размере деревьев, с которых собрали практически весь урожай.

## Распространение
Бразильский орех в диком виде растёт в лесах Бразилии, Венесуэлы, восточной Колумбии, восточного Перу и восточной Боливии. В ограниченном масштабе он культивируется на Тринидаде и Шри-Ланке.

## Древесина
Древесина бразильского ореха имеет переход от бледно-коричневого цвета заболони к интенсивному багрово-шоколадному ядру. Древесина бразильского ореха плотная и прочная, хорошо поддается механической обработке, полированию.

## Применение

### Пищевое применение
В бразильских орехах содержится 18 % белков, 13 % углеводов и 69 % жиров. Доля по типу жиров составляет 25 % насыщенных жиров, 41 % мононенасыщенных жиров и 24 % полиненасыщенных жиров. Их содержание в орехах придаёт слегка земляной вкус. Содержание насыщенных жиров в бразильских орехах одно из самых высоких из всех орехов, выше, чем у орехов макадамия. Так как по вкусовым и питательным качествам бразильские орехи превосходят даже кокосовые и макадамию, они часто замещают их в кулинарии. При хранении оболочка бразильского ореха быстро становится горькой. Орехи также используются для выдавливания из них масел. Бразильские орехи довольно крупные по сравнению с другими орехами. Даже несмотря на то, что на рынок попадают, как правило, самые высококачественные орехи, знатоки иногда оценивают их как менее вкусные, чем родственные им орехи, как, например, макадамию, кешью и миндаль.
По питательности бразильские орехи, пожалуй, являются богатейшим источником селена, содержание которого максимально возможное, хотя количество селена варьируется в широких пределах. Также эти орехи являются хорошим источником магния и тиамина. Ряд исследований свидетельствует о том, что доза селена снижает риск заболевания раком молочной железы и раком предстательной железы. Это привело к появлению рекомендаций в употреблении бразильских орехов в качестве профилактической меры. Последующие исследования о профилактическом воздействии селена на рак предстательной железы являются неубедительными.
Примечательно, что Европейский союз ввёл строгие правила по импорту из Бразилии бразильских орехов в собственной оболочке, так как было установлено, что в ней содержится высокий уровень афлатоксинов, которые могут привести к раку печени. По словам Тони Фарнделла, директора по продажам английской компании-импортёра орехов и сушёных фруктов, результатом ситуации по ввозу орехов в кожуре стало удаление оболочки с целью её предварительной проверки. Таким образом выявляются афлатоксины и в случае необходимости налагаются ограничения на ввоз партии.

### Другие применения
Помимо пищевого применения, масло бразильского ореха используется в качестве смазочного материала для часов, в парфюмерной промышленности и при изготовлении художественных красок.
Древесина бразильского ореха (не путать с бразильской древесиной) превосходного качества, но его вырубка запрещена законами всех трёх производящих стран (Бразилии, Боливии и Перу). Незаконная добыча древесины и расчистка земель является постоянной угрозой для этого вида.

## Радиоактивность
Бразильские орехи содержат небольшое количество радия — радиоактивного вещества. Хотя его активность очень мала, примерно 40-260 Бк/кг, и большая часть радия содержится не в сердцевине ореха, тем не менее это в 1000 раз выше, чем в других продуктах питания. Согласно ассоциации университетов Oak Ridge, накопление радия происходит не из-за повышенной концентрации вещества в почве, а из-за «очень разветвлённой корневой системы дерева».

## Ботаническая классификация

### Синонимы
По данным The Plant List на 2013 год, в синонимику вида входят:
- Barthollesia excelsa Silva Manso
- Bertholletia nobilis Miers